# Kjell Rosén
Kjell Bertil Gunnar Rosén (ur. 24 kwietnia 1921 w Malmö, zm. 13 czerwca 1999 w Bunkeflostrandzie) – piłkarz szwedzki grający na pozycji obrońcy. W swojej karierze rozegrał 22 mecze w reprezentacji Szwecji i strzelił w nich 6 goli.

## Kariera klubowa
Swoją karierę piłkarską Rosén rozpoczął w klubie Malmö FF. Zadebiutował w nim w sezonie 1939/1940. Wraz z zespołem Malmö wywalczył trzy tytuły mistrza Szwecji w sezonach 1943/1944, 1948/1949 i 1949/1950. Zdobył z nim też trzy Puchary Szwecji w latach 1944, 1946 i 1947. W Malmö grał do końca sezonu 1949/1950.
W 1950 roku Rosén wyjechał do Włoch i w sezonie 1950/1951 grał w klubie Torino FC. W 1951 roku przeszedł do Novary Calcio, w której spędził dwa sezony. Z kolei w sezonie 1953/1954 grał w drugoligowym francuskim zespole Angers SCO.
W 1954 roku Rosén wrócił do Malmö i grał w nim do końca swojej kariery, czyli do zakończenia sezonu 1956/1957.
| Sezon   | Klub       | Kraj    | Rozgrywki   | Mecze | Bramki |
| ------- | ---------- | ------- | ----------- | ----- | ------ |
| 1939/40 | Malmö FF   | Szwecja | Allsvenskan | 9     | 2      |
| 1940/41 | Malmö FF   | Szwecja | Allsvenskan | 19    | 3      |
| 1941/42 | Malmö FF   | Szwecja | Allsvenskan | 17    | 3      |
| 1942/43 | Malmö FF   | Szwecja | Allsvenskan | 22    | 3      |
| 1943/44 | Malmö FF   | Szwecja | Allsvenskan | 22    | 9      |
| 1944/45 | Malmö FF   | Szwecja | Allsvenskan | 18    | 6      |
| 1945/46 | Malmö FF   | Szwecja | Allsvenskan | 21    | 4      |
| 1946/47 | Malmö FF   | Szwecja | Allsvenskan | 22    | 6      |
| 1947/48 | Malmö FF   | Szwecja | Allsvenskan | 22    | 2      |
| 1948/49 | Malmö FF   | Szwecja | Allsvenskan | 22    | 2      |
| 1949/50 | Malmö FF   | Szwecja | Allsvenskan | 10    | 1      |
| 1950/51 | Torino FC  | Włochy  | Serie A     | 35    | 2      |
| 1951/52 | Novara     | Włochy  | Serie A     | 21    | 2      |
| 1952/53 | Novara     | Włochy  | Serie A     | 24    | 0      |
| 1953/54 | Angers SCO | Francja | Division 2  | ?     | ?      |
| 1954/55 | Malmö FF   | Szwecja | Allsvenskan | ?     | ?      |
| 1955/56 | Malmö FF   | Szwecja | Allsvenskan | ?     | ?      |
| 1956/57 | Malmö FF   | Szwecja | Allsvenskan | ?     | ?      |

## Kariera reprezentacyjna
W reprezentacji Szwecji Rosén zadebiutował 3 października 1943 roku w zremisowanym 1:1 towarzyskim meczu z Finlandią, rozegranym w Helsinkach. W 1948 roku zdobył złoty medal na Igrzyskach Olimpijskich w Londynie (strzelił na nich łącznie 5 goli i został wicekrólem strzelców). W kadrze narodowej od 1943 do 1949 roku rozegrał 22 spotkania i zdobył 6 bramek.